# 歩兵第321連隊
歩兵第321連隊（ほへいだい321れんたい、旧字体：步兵第三百二十一聯隊󠄁）は、大日本帝国陸軍の連隊の一つ。

## 沿革
太平洋戦争末期の1945年（昭和20年）、第三次兵備により本土決戦に備え新設された第230師団の歩兵連隊の一つとして千葉県印旛郡佐倉町で編成された。同年7月23日、軍旗拝受。広島県賀茂郡原村（八本松町を経て現東広島市）にて駐留中に終戦を迎えた。
連隊の軍旗は、戦後、軍旗奉焼の特別命令が下る中で連隊長が保管。後年、靖国神社に収められた。

## 歴代連隊長
| 代 | 氏名     | 在任期間        | 出身校・期 | 備考 |
| -- | -------- | --------------- | ---------- | ---- |
| 1  | 後藤四郎 | 1945.6.5 - 終戦 | 陸士41期   | 中佐 |